# Sinfonia Varsovia

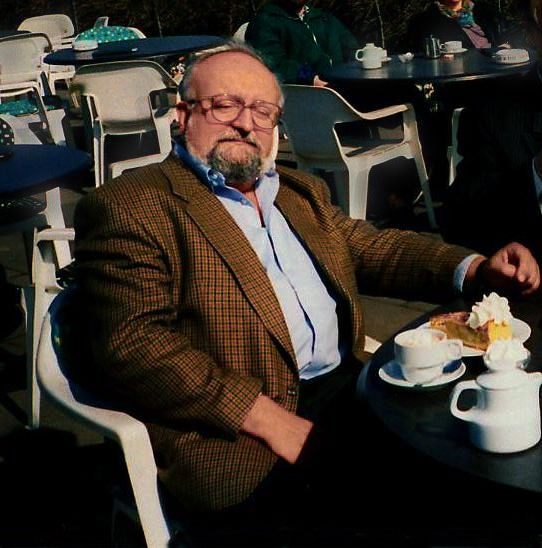
Кшиштоф Пендерецкий, 1993

Sinfonia Varsovia — польский симфонический оркестр. Создан в 1984 году в Варшаве в результате увеличения состава Польского камерного оркестра.

## Польский камерный оркестр
В 1972 Ежи Максымюк основал Польский камерный оркестр, который позже приобрёл известность под новым названием Sinfonia Varsovia. В 1978 году директором стал Францишек Выбраньчик.

## Sinfonia Varsovia
Основан в 1984 году в результате расширения состава Польского камерного оркестра. По приглашению Вальдемара Домбровского, генерального директора Центра Искусств Студия им. С. И. Виткевича в Варшаве и Францишека Выбраньчика, директора, действующего уже Польского камерного оркестра, на выступления в Польше в качестве солиста и дирижёра прибыл легендарный скрипач Иегуди Менухин. В целях удовлетворения потребностей запланированного репертуара, состав оркестра был увеличен приглашёнными выдающимися музыкантами со всей страны. Первые концерты коллектива под руководством Иегуди Менухина были с энтузиазмом приняты публикой и критиками, а сам Менухин без колебаний принял предложение стать первым приглашённым дирижёром вновь созданного оркестра.

## Художественная деятельность

### Концерты
C начала своего существования выступал с концертами как в Польше, так и за рубежом, дав за это время в общей сложности более 3 000 концертов. Выступал в престижных концертных залах мира:
- Карнеги-Холл в Нью-Йорке,
- Театр Елисейских Полей в Париже,
- Барбикан-Центр[англ.] в Лондоне,
- Музикферайн в Вене,
- Teatro Colon в Буэнос-Айресе,
- Suntory Hall в Токио,
- Геркулесзаль в Мюнхене.

### Дирижёры и солисты
Выступает со всемирно известными дирижёрами, среди которых: Аббадо, Клаудио, Герд Альбрехт, Дютуа, Шарль, Лоуренс Фостер, Рафаэль Frühbeck-де-Бургос, Валерий Гергиев, Ханс Граф, Leopold Hager, Яцек Kaspszyk, Казимеж Корд, Ян Кренц, Emmanuel Krivine, Витольд Лютославский, Лорин Маазель, Paul McCreesh, Ежи Максымюк, Иегуди Менухин, Марк Минковский, Andres Mustonen, Григорий Новак, Кшиштоф Пендерецкий, Michel Plasson, Jerzy Semkow.
Сопровождал солистов: Сальваторе Аккардо, Пётр Андершевский, Морис Андре, Марта Аргерих, Юрий Башмет, Борис Березовский, Тереса Берганса, Рафал Блехач, Пётр Палечный, Frank Braley, Alfred Brendel, Gautier Capuçon, Renaud Capuçon, Хосе Каррерас, Сара Чанг, Kyung-Wha Chung, Хосе Кура, Пласидо Доминго, Augustin Dumay, Нельсон Фрейре, Джеймс Голуэй, Софи Graf, Stephen Hough, Шарон Кам, Кири Те Канава, Найджел Кеннеди, Гидон Кремер, Aleksandra Kurzak, Алисия де Ларроча, Елизавета Леонская, Криста Людвиг, Раду Лупу, Альбрехт Майер, Миша Майский, Шломо Минц, Olli Mustonen, Anne-Sophie Mutter, Ольга Пасечник, Мюррей Перайя, Мария Жоао Пирес, Иво Погорелич, Жан-Пьер Рампаль, Вадим Репин, Katia Ricciarelli, Мстислав Ростропович, Генрих Шифф, Howard Shelley, Henryk Szeryng, Fou Ts’ong, Максим Венгеров, Андреас Фолленвейдер, Кристиан Захария, Франк Питер Циммерманн, Tabea Zimmermann, Григорий Żyslin.

### Записи
Дискография насчитывает более 270 дисков, записанных для известных, мировых лейблов:
- Decca Records, Nippon Columbia[англ.], Deutsche Grammophon, EMI, Naïve, Naxos, Sony, Virgin Classics, а также польских — BeArTon, CD Accord, NIFC, Русское Видео, «Польское Радио».

Многие из этих записей получили престижные награды в области звукозаписи, в том числе французского журнала «Диапазон» Diapason d’Or, Découverte, Grand Prix du Disque, а также в девять раз статуэтку Фредерика.

### Фестивали
Принимал участие в известных фестивалях, в том числе:
- Иегуди Менухин-Фестиваль[англ.] Гштад, Швейцария
- в Экс-ан-Провансе,
- в Монтрё,
- в Ла-Рок-д’Антерон,
- Schleswig-Holstein,
- Фестиваля Пабло Casalsa,
- Alte Oper (Франкфурт-на-Майне),
- Фестиваль Beethovenfest в Бонне,
- Festival de Musique de Menton,
- Queen Elisabeth Musical Voyage — Музыкальном Фестивале в Средиземном Море

и многих других.
В Польше оркестр является постоянным участником:
- Пасхального Фестиваля имени Людвига ван Бетховена,
- Варшавской Осени,
- фестиваля Витольда Лютославского,
- фестиваля «Шопен и Его Европа»[пол.] (с начала его проведения).

Организатор двух музыкальных фестивалей, проходящих в Варшаве:
- Сумасшедшие Дни Музыки / La Folle Journee (с 2010 года)
- фестиваль им. Францишека Выбраньчика Sinfonia Varsovia Своему Городу (c 2001 года).

## Руководство

### Руководители Оркестра
- Францишек Выбраньчик — директор оркестра (1984—2004),
- Януш Мариновский — директор оркестра (с 2004).

### Художественные руководители
- Кшиштоф Пендерецкий — арт-директор (с 2003)

### Музыкальные руководители
- Кшиштоф Пендерецкий — музыкальный руководитель (1997—2008)
- Марк Минковский — музыкальный руководитель (2008—2012)

## Учреждение культуры
С 1 января 2008 года оркестр Sinfonia Varsovia является самоуправляющимся учреждением культуры. Учредителем оркестра является город Варшава. Ранее, до 31 декабря 2007 года группа работала на Арт-Центр Студия им. С. И. Виткевича в Варшаве. Сфера деятельности оркестра как учреждения культуры включает в себя действия, художественные, образовательные и по распространению музыки.

## Новая штаб-квартира
В 2010 году получил свое собственное здание — бывший Варшавский ветеринарный институт Высшей школы сельского хозяйства на улице Гроховской 272 (южная Прага). Решением Совета Варшавы и её Президента Ханны Гронкевич-Вальц в июне 2010 года был объявлен международный, открытый, двухэтапный архитектурный конкурс на проект нового концертного зала для более 1800 зрителей и благоустройство архитектурной недвижимости на ул. Гроховская 272. Конкурс выиграл проект представленный Atelier Thomas Pucher из Граца (Австрия). В 2015 году в присутствии Президента Варшавы Ханны Гронкевич-Вальц, архитектор Томас Пухер и директор оркестра Sinfonia Varsovia Януш Мариновский подписали договор на проектирование и выполнение проектной документации на строительство нового концертного зала и освоение архитектурной недвижимости по адресу ул. Гроховская 272.